# Артур Флепс
Артур Мартин Флепс (Биртхелм, 29. новембар 1881 — Арад, 21. септембар 1944) је био SS-Obergruppenführer и генерал Вафен-СС-а. Када је формирана 7. СС добровољачка брдска дивизија „Принц Еуген“, Флепс је постао њен први командант.

## Рани период
Артур Флепс је рођен 29. новембра 1881. године у Биртхелму (сада: Биертан), Трансилванија у близини града Сибињ, Румунија (Сибињ се за време Аустроугарске монархије звао Херманштат). Његов отац (румунски етнички Немац) је био срески и општински лекар у Биртхелму. Претпоставља се да су његови преци дошли у Трансилванију из Шлеске. Трансилванија је била аустроугарска провинција где су рођене многе знамените војне личности, као генерал Михаел Барон фон Мелас и генерал-пуковник Артур Фрајхер Арц фон Штраусенбург.
У својој војничкој каријери Флепс је полагао заклетву за три различите државе - 1900. за Аустроугарску, 1919. за Румунију и 1941. за Немачку. Његову униформу красили су: аустријски орден Гвоздене круне и орден Франц Јосифа, два ордена Реда звезде Румуније, немачки Гвоздени крст I и II реда, Витешки крст са храстовим лишћем као и разна бугарска одликовања.
Флепс похађа гимназију у Херманштату и током 1896. године прелази у пешадијску кадетску школу у Пресбургу. Није познато зашто школу није наставио у Херманштату, пошто је и тамо постојала пешадијска кадетска школа. Школу завршава 1900. године са „одличним успехом“. На крају обуке добија звање Kadettoffiziersstellvertreter. Минимално време за војну службу било је 12 година - 3 године „на линији фронта“, 7 година у резерви и 2. године у ландверу.
Службу започиње у 3. пуку тиролских царских ловаца који је распоређен у Тренту, Италија. Четири пука царских ловаца су били посебни у аустроугарској армији. То су били пешадијски пукови, само су имали различите униформе од осталих пешадијских пукова. За разлику од обичних униформа оне су биле од сивог платна са тамнозеленим манжетнама.
Током 1902. године Флепс је позван у Беч ради „пешадијског оцењивања“ како би био унапређен за четног командира. Следеће три године са својом четом налази се у Мађарској. Од 1905. до 1907. године завршава војну школу у Бечу која је била специјализована за обуку генералштабних официра. Тамо је изучио: војно дело, тактику, стратегију, војну географију, оружано дело, генералштабну службу, државно и грађанско право, картографију, јахање и много других ствари које су директно везане за будући рат. Завршио је школу са „врлодобрим успехом“ и кроз 6 година постаје поручник.
По завршетку војне школе у Бечу распоређен је у 11. ловачком батаљону, а након тога премештен је у Будимпешту као генералштабни официр у 32. пешадијској дивизији. За време службе научио је више страних језика. Од официра се захтевало да командују на немачком језику али да зна и главне језике који се говоре у монархији, тако да је Флепс научио мађарски, румунски, италијански и француски језик.
У последњој години мира он служи као ађутант фелдмаршала Поћорека, генералног гувернера Босне и Херцеговине.
Током Првог светског рата служи као генералштабни официр на различитим рејонима фронтова у Галицији, Србији, Северним Карпатима, Трансилванији и Италији. До краја рата достиже чин потпуковника. Након пораза и распада Аустроугарске, његово родно место остаје у састав Румуније и Флепс је примљен у румунску армију.
У 1919. години одржан је састанак светских влада у Мађарској која је пробала војном силом да поврати део Трансилваније који се некада налазио у саставу Мађарског савеза. Флепс самостално дејствује и преокреће војну срећу у корист Румуна. Због самовоље Флепс је послат на војни суд који га оправдава и награђује. По завршетку суђења произведен је у чин пуковник и пребачен у румунски генералштаб, такође је постао и командант војне школе у Букурешту.
Флепс је учествовао у формирању планинских јединица као елитних у румунској армији. Након једне лоше изјаве о краљу током 1940. године, Флепс је принуђен да поднесе оставку.
Дана, 26. јуна 1940. године Румунија је уступила северну Буковину и Бесарабију Совјетском Савезу. Повратак тих територија директно су утицали да Румунија стане на страну Немаца у борби против Совјета у Другом светском рату.

## Други светски рат
Артур Флепс подноси молбу за пријем у Вермахт, но на његову молбу за војну службу одговара Вафен-СС. Са чиним SS-Standartenführer (еквивалент пуковник) 30. јуна 1941. године Флепс приступа 5. СС дивизији „Викинг“ али под мајчиним презименом - Штолц. Након погибије његовог команданта пука, Флепс преузима команду над пуком а недуго затим команду над „борбеном групом Штолц“ где добија шансу да покаже командантске способности при наступању ка Дњепру.
Током јануара 1942. године добија команду над управо формираном 7. СС добровољачком брдском дивизијом „Принц Еуген“ у чијем људском саставу су били углавном Немци из Бачке, Баната и Трансилваније. Дивизија се борила против партизана у Југославији. Међу својим војницима Флепс је био познат као „папа Флепс“. Надимак „папа“ имала су само три генерала у немачкој војсци и то искључиво у СС-у - друга двојица су Паул Хаусер и Теодор Ајке.
Након капитулације Италије Флепс са својом дивизијом разоружава један италијански корпус. Током октобра 1943. године преузима команду над V СС брдским корпусом у чијем саставу су биле 7. СС добровољачка дивизија „Принц Еуген“ и 13. СС брдска дивизија „Ханџар“ као и разне армијске дивизије.
Када је 23. августа 1944. године Румунија прешла на страну Совјетског Савеза у немачкој одбрамбеној линији на јужном делу Источног фронта појавила се огромна небрањена рупа. Флепс је постављен за опуномоћеног генерала Трансилваније и Баната и заједно са својим јединицама се бори да осигура пут за одступање.
У септембру 1944. године Флепс заједно са ађутантом и шофером на путу за Будимпешту добија обавештење од двојице мађарских официра да се са возилом обрну на југ у правцу Арада. На том путу сви падају у руке совјетским оклопним јединицама. За време испитивања Флепса, Немци врше ваздушни удар и Руси га на брзину стрељају. Касније су га сахранили цивили.
У главном штабу нико нема информације о Флепсу и зато Химлер издаје наређење за његово хапшење. Након контранапада Мађара, којим се стиже и до места стрељања, проналазе Витешки крст генерала и спроводе истрагу којом је постала јасна судбина Флепса. Он је стрељан 21. септембра 1944. године у Симанду крај Арада и награђен је посмртно храстовим лишћем за Витешки крст а 13. СС брдски ловачки пук 7. СС дивизије је крштен његовим именом.